# Walentyna Węgrzyn-Klisowska
Walentyna Węgrzyn-Klisowska (ur. 21 sierpnia 1945 w Łodzi) − polski muzykolog, teoretyk i krytyk muzyczny.

## Edukacja i kariera naukowa
Ukończyła studia w Instytucie Muzykologii Uniwersytetu Warszawskiego w roku 1969. Następnie w 1978 na podstawie pracy Muzyka wielogłosowa na Śląsku w okresie średniowiecza uzyskała stopień doktora nauk humanistycznych w Instytucie Historycznym Uniwersytetu Wrocławskiego, a na podstawie monografii Polskie kancjonały ewangelickie na Śląsku od XVII do XX wieku (AMFC Warszawa 2001) uzyskała II stopień kwalifikacji w zakresie sztuk pięknych na Wydziale Kompozycji, Dyrygentury i Teorii Muzyki Akademii Muzycznej w Krakowie (1995).
Brała udział w wielu międzynarodowych kongresach muzykologicznych i historycznych, takich jak m.in.: Musica Antiqua Europae Orientalis (Bydgoszcz, 1985), Musica Baltica (Greifswald - Gdańsk, 1993, 1995, 1997, 2001), Musica Galiciana (Lwów – Rzeszów, 1995, 2003), Staropolszczyzna Muzyczna (Warszawa, 1999), La vie quotidienne des moines et chanoines  régulieres an Moyen Age  et Temps modernes (Wrocław-Książ, 1994), II Międzynarodowy Kongres Chopinowski (Warszawa, 1999), V Międzynarodowa Konferencja Naukowa Klasztor w kościele średniowiecznym i współczesnym (Kamień Śląski, 2006), sesji muzykologicznej w Łańcucie, międzynarodowych sesjach poświęconych muzyce polskiej Topos Narodowy w AMFC (Warszawa, 2006, 2007) i UMFC (2009) oraz innych międzynarodowych kongresach muzykologicznych, m.in. w Saragossie (1995), Görlitz (1998), Lwowie (2000), Bolonii (2006), Łucku (2007) i Brnie (2007). Wykłada na Uniwersytecie Muzycznym im. Fryderyka Chopina w Warszawie oraz w Akademii Muzycznej im. Karola Lipińskiego we Wrocławiu. Jest członkiem Śląskiego Towarzystwa Muzyki Kościelnej, od grudnia roku 2012 z tytułem członka honorowego.

## Życie prywatne
Jej mężem jest Ryszard Mieczysław Klisowski, kompozytor, skrzypek, poeta oraz wykładowca akademicki.

## Wybrane prace
- Muzyka w dawnym Wrocławiu (Wrocław, Ossolineum, 1987)
- Życie muzyczne Legnicy (Warszawa, AMFC, 2003)
- Barokowy Teatr Operowy we Wrocławiu 1725 – 1734 (Wrocław, 2007)
- opracowania 22 unikalnych średniowiecznych fragmentów wielogłosowych (dokonane wspólnie z Ryszardem Mieczysławem Klisowskim), z których 10 znalazło się na płycie nagranej przez zespół Ars Nova.